# Гульельмо ди Джезуальдо
ди Джезуальдо, Гульельмо или  Гийом де Джезуальдо  также встречается как  Вильгельм Отвиль   (итал. Guglielmo di Gesualdo, фр. Guillaume de Gesualdo; конец XI века, Компания — между 1145 и 1150 годами) — нормандский барон Южной Италии. Родоначальник аристократического неаполитанского рода Джезуальдо. 

## Биография
Гульельмо был внебрачным сыном герцога Апулии и Калабрии Рожера I Борса. Имя его матери не известно. Родился в конце XI века в Компании.
В 1112 году стал бароном Лучеры, в 1115 году — графом Джезуальдо в области Авеллино. В царствовании короля Сицилии Рожера II был последним главным королевским коннетаблем. Умер между 1145 и 1150 годами.

## Семья
Гульельмо ди Джезуальдо был женат на Эврие, дочери графа Годфруа ди Лечче, которые также имели нормандское происхождение и приходились родственниками Отвилям.
Дети:
- Элиа († 1187)
- Гульельмо II — который, по словам летописца Гуго Фальканда, возглавлял заговор баронов против канцлера королевства Сицилии Ричарда де Мандры[англ.].
- Аристульф

В 1269 году потомок Гульельмо, Луиджи ди Джезуальдо был назначен сенешалем Неаполитанского короля Карла I Анжуйского.  
В 1452 году Джезуальдо стали графами Конзы, в 1561 году король Испании Филипп II сделал их князьями Венозы.  
Итальянский композитор, автор мадригалов уникального хроматического стиля Карло Джезуальдо ди Веноза является прямым потомком Гульельмо ди Джезуальдо.